# Campeonato Mundial de Natação em Piscina Curta de 1997
O Campeonato Mundial de Natação em Piscina Curta de 1997 foi a terceira edição do Campeonato Mundial de Natação em Piscina Curta. Foi realizado na cidade de Gotemburgo, na Suécia, de 17 a 20 de abril.

## Quadro de Medalhas
| #  | País           | Gold. | Silver. | Bronze. | Total |
| -- | -------------- | ----- | ------- | ------- | ----- |
| 1  | Austrália      | 9     | 2       | 6       | 17    |
| 2  | China          | 6     | 5       | 2       | 13    |
| 3  | Suécia         | 3     | 2       | 0       | 5     |
| 4  | Alemanha       | 2     | 5       | 5       | 12    |
| 5  | Estados Unidos | 2     | 4       | 5       | 11    |
| 6  | Costa Rica     | 2     | 0       | 0       | 2     |
|    | Cuba           | 2     | 0       | 0       | 2     |
|    | Venezuela      | 2     | 0       | 0       | 2     |
| 9  | Reino Unido    | 1     | 1       | 4       | 6     |
| 10 | Brasil         | 1     | 1       | 0       | 2     |
| 11 | Bielorrússia   | 1     | 0       | 0       | 1     |
|    | Dinamarca      | 1     | 0       | 0       | 1     |
| 13 | Rússia         | 0     | 3       | 1       | 4     |
| 14 | Polónia        | 0     | 1       | 1       | 2     |
|    | Eslováquia     | 0     | 1       | 1       | 2     |
|    | Ucrânia        | 0     | 1       | 1       | 2     |
| 17 | Japão          | 0     | 1       | 0       | 1     |
|    | Nova Zelândia  | 0     | 1       | 0       | 1     |
|    | Roménia        | 0     | 1       | 0       | 1     |
| 20 | Canadá         | 0     | 0       | 1       | 1     |
|    | Países Baixos  | 0     | 0       | 1       | 1     |
|    | Porto Rico     | 0     | 0       | 1       | 1     |

## Resultados
| Evento              | Ouro                                                                           | Tempo    | Prata                                                                           | Tempo    | Bronze                                                                            | Tempo    |
| Livre               |                                                                                |          |                                                                                 |          |                                                                                   |          |
| 50 m Masculino      | Francisco Sánchez                                                              | 21"80    | Mark Foster                                                                     | 22"03    | Ricardo Busquets                                                                  | 22"17    |
| 50 m Feminino       | Sandra Völker                                                                  | 24"70    | Jenny Thompson                                                                  | 24"78    | Jingyi Le                                                                         | 24"83    |
| 100 m Masculino     | Francisco Sánchez                                                              | 47"86    | Gustavo Borges                                                                  | 48"16    | Michael Klim                                                                      | 48"21    |
| 100 m Feminino      | Jenny Thompson                                                                 | 53"46    | Sandra Völker                                                                   | 53"50    | Jingyi Le                                                                         | 53"72    |
| 200 m Masculino     | Gustavo Borges                                                                 | 1'45"45  | Trent Bray                                                                      | 1'45"81  | Lars Conrad                                                                       | 1'46"44  |
| 200 m Feminino      | Claudia Poll                                                                   | 1'54"17  | Yun Nian                                                                        | 1'56"24  | Martina Moravcová                                                                 | 1'56"66  |
| 400 m Masculino     | Jacob Carstensen                                                               | 3'43"44  | Chad Carvin                                                                     | 3'43"73  | Grant Hackett                                                                     | 3'43"83  |
| 400 m Feminino      | Claudia Poll                                                                   | 4'00"03  | Natasha Bowron                                                                  | 4'05"76  | Kerstin Kielgass                                                                  | 4'07"13  |
| 800 m Feminino      | Natasha Bowron                                                                 | 8'26"45  | Kerstin Kielgass                                                                | 8'28"10  | Carla Geurts                                                                      | 8'28"96  |
| 1500 m Masculino    | Grant Hackett                                                                  | 14'39"54 | Jörg Hoffmann                                                                   | 14'40"67 | Graeme Smith                                                                      | 14'46"85 |
| 4 x 100 m Masculino | Alemanha · Lars Conrad · Christian Tröger · Alexander Lüderitz · Aimo Heilmann | 3'14"08  | Suécia · Fredrik Letzler · Anders Holmertz · Ola Fagerstrand · Lars Frölander   | 3'14"22  | Austrália · Michael Klim · Scott Logan · Richard Upton · Jeffrey English          | 3'14"83  |
| 4 x 100 m Feminino  | China · Jingyi Le · Na Chao · Ying Shan · Yin Nian                             | 3'33"55  | Alemanha · Simone Osygus · Antje Buschschulte · Katrin Meissner · Sandra Völker | 3'34"69  | Suécia · Johanna Sjöberg · Louise Karlsson · Malin Svahnström · Therese Alshammar | 3'38"70  |
| 4 x 200 m Masculino | Austrália · Michael Klim · Grant Hackett · Bill Kirby · Matthew Dunn           | 7'02"74  | Suécia · Anders Lyrbring · Anders Holmertz · Lars Frölander · Fredrik Letzler   | 7'05"61  | Reino Unido · Paul Palmer · Andrew Clayton · Mark Stevens · James Salter          | 7'05"81  |
| 4 x 200 m Feminino  | China · Lu Na Wang · Yin Nian · Yan Chen · Ying Shan                           | 7'51"92  | Suécia · Johanna Sjöberg · Josefin Lillhage · Louise Jöhncke · Malin Nilsson    | 7'56"04  | Austrália · Julia Greville · Natasha Bowron · Lise Mackie · Emma Johnson          | 7'56"12  |
| Borboleta           |                                                                                |          |                                                                                 |          |                                                                                   |          |
| 100 m Masculino     | Lars Frölander                                                                 | 51"95    | Geoff Huegill                                                                   | 51"99    | Michael Klim                                                                      | 52"02    |
| 100 m Feminino      | Jenny Thompson                                                                 | 57"79    | Huijue Cai                                                                      | 57"92    | Misty Hyman                                                                       | 57"95    |
| 200 m Masculino     | James Hickman                                                                  | 1'55"55  | Denys Sylant'yev                                                                | 1'55"76  | Scott Goodman                                                                     | 1'55"94  |
| 200 m Feminino      | Limin Liu                                                                      | 2'07"20  | Hitomi Kashima                                                                  | 2'07"34  | Misty Hyman                                                                       | 2'07"54  |
| Costas              |                                                                                |          |                                                                                 |          |                                                                                   |          |
| 100 m Masculino     | Neisser Bent                                                                   | 52"77    | Brian Retterer                                                                  | 53"06    | Adrian Radley                                                                     | 53"36    |
| 100 m Feminino      | Donghua Lu                                                                     | 59"75    | Yan Chen                                                                        | 1'00"14  | Misty Hyman                                                                       | 1'00"17  |
| 200 m Masculino     | Neisser Bent                                                                   | 1'54"21  | Wei Wang                                                                        | 1'54"82  | Vladimir Selkov                                                                   | 1'55"15  |
| 200 m Feminino      | Yan Chen                                                                       | 2'07"50  | Misty Hyman                                                                     | 2'07"66  | Lia Oberstar                                                                      | 2'08"29  |
| Peito               |                                                                                |          |                                                                                 |          |                                                                                   |          |
| 100 m Masculino     | Patrik Isaksson                                                                | 59"99    | Stanislav Lopukhov                                                              | 1'00"05  | Jens Kruppa                                                                       | 1'00"18  |
| 100 m Feminino      | Kristy Ellem                                                                   | 1'08"27  | Alicja Pęczak                                                                   | 1'08"33  | Svetlana Bondarenko                                                               | 1'08"39  |
| 200 m Masculino     | Alexander Goukov                                                               | 2'09"25  | Andrey Korneyev                                                                 | 2'09"28  | Jens Kruppa                                                                       | 2'10"53  |
| 200 m Feminino      | Kristy Ellem                                                                   | 2'22"68  | Larisa Lacusta                                                                  | 2'25"60  | Alicja Pęczak                                                                     | 2'25"62  |
| Medley              |                                                                                |          |                                                                                 |          |                                                                                   |          |
| 200 m Masculino     | Matthew Dunn                                                                   | 1'57"46  | Christian Keller                                                                | 1'58"35  | Ron Karnaugh                                                                      | 1'59"12  |
| 200 m Feminino      | Louise Karlsson                                                                | 2'11"19  | Martina Moravcová                                                               | 2'11"39  | Sue Rolph                                                                         | 2'12"39  |
| 400 m Masculino     | Matthew Dunn                                                                   | 4'06"89  | Xufeng Xie                                                                      | 4'12"52  | Christian Keller                                                                  | 4'12"53  |
| 400 m Feminino      | Emma Johnson                                                                   | 4'35"18  | Sabine Herbst                                                                   | 4'36"02  | Joanne Malar                                                                      | 4'37"46  |
| 4 x 100 m Masculino | Austrália · Adrian Radley · Phil Rogers · Geoff Huegill · Michael Klim         | 3'30"66  | Rússia · Vladimir Selkov · Stanislav Lopukhov · Denis Pankratov · Roman Egorov  | 3'32"56  | Reino Unido · Martin Harris · Richard Maden · James Hickman · Mark Foster         | 3'32"61  |
| 4 x 100 m Feminino  | China · Donghua Lu · Xue Han · Huijue Cai · Jingyi Le                          | 3'57"83  | Estados Unidos · Lia Oberstar · Amanda Beard · Misty Hyman · Jenny Thompson     | 3'58"94  | Austrália · Meredith Smith · Kristy Ellem · Angela Kennedy · Sarah Ryan           | 4'01"55  |